# Jan Vandrey

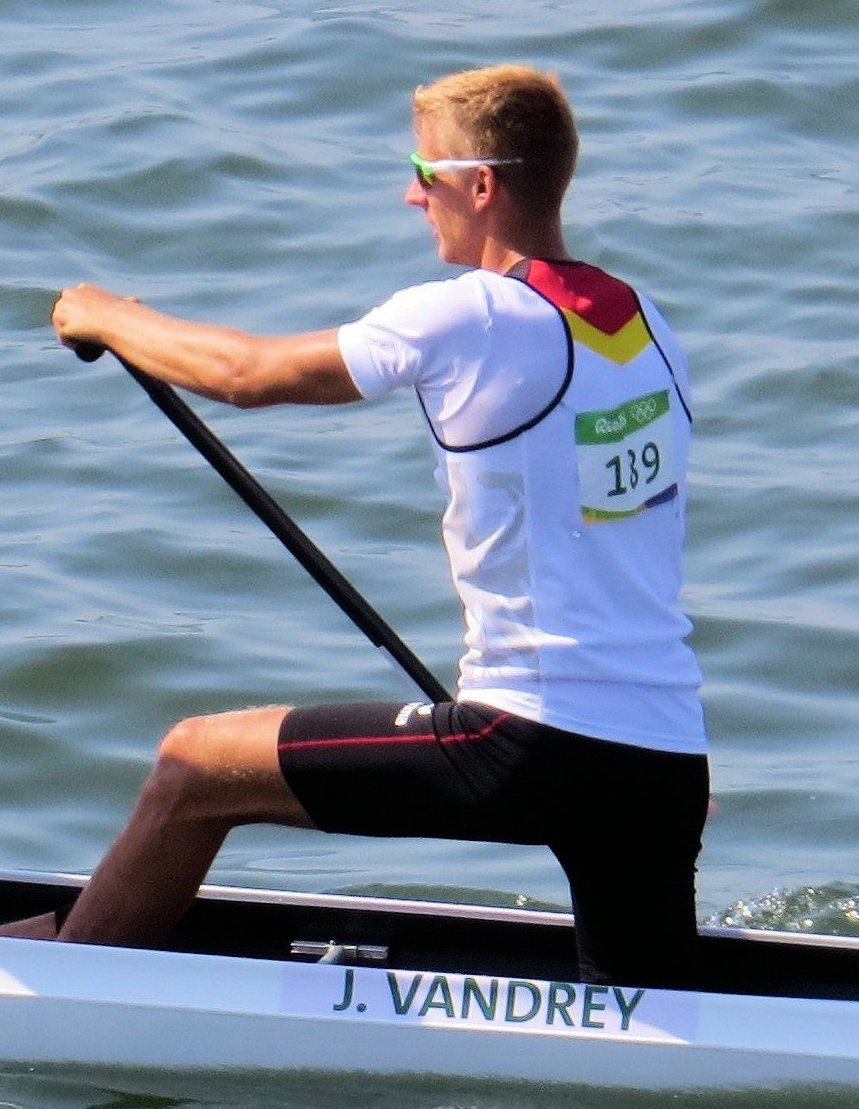
Vandrey (2016)

Jan Vandrey (* 11. Dezember 1991 in Schwedt/Oder) ist ein deutscher Kanute.
Der Kanurennsportler des KC Potsdam konnte sich 2009 für die Junioren-Weltmeisterschaft qualifizieren, wo er im Zweier-Canadier über 500 und 1000 m den 4 bzw. 5. Platz belegte.
In den Folgejahren nahm er mehrfach an U23-Welt- und Europameisterschaften teil. 2012 und 2013 gewann er dort jeweils Silber im Einer-Canadier.
Da der Deutsche Kanu-Verband den angestrebten Quotenplatz für die Olympischen Spiele in Rio im Zweier-Canadier verpasst hatte, konnte mit Sebastian Brendel zunächst nur ein deutscher Sportler in den Canadier-Disziplinen nominiert werden.
Nachdem der Internationale Kanuverband (ICF) im Juli 2016 zwei belarussische Sportler wegen positiver Dopingbefunde gesperrt hatte, fielen dem Deutschen Kanu-Verband jedoch zwei weitere Startplätze im Canadier zu, wodurch Vandrey für die deutsche Olympiamannschaft nachnominiert wurde. In Rio wurde Vandrey mit Sebastian Brendel Olympiasieger im Zweier-Canadier über 1000 m.
Dafür wurde er am 1. November 2016 mit dem Silbernen Lorbeerblatt ausgezeichnet.

## Ehrungen
- 2016: Silbernes Lorbeerblatt
- 2016: Sportler des Jahres von Brandenburg (im Team mit Sebastian Brendel)[3]
- 2017 Sportler des Jahres von Brandenburg in Team MIT Conrad Scheibner, Sebastian Brendel, Stefan Kiraj